# فریگیت کلاس پالاس (۱۸۰۸)
فریگیت کلاس پالاس (۱۸۰۸) (به انگلیسی: Pallas-class frigate (1808)) یک کلاس از کشتی است.